# Louisa Mark
Louisa Mark (* 11. Januar 1960 in London; † 17. Oktober 2009 in Gambia) war eine britische Sängerin. Sie wurde ab Mitte der 1970er Jahre in London bekannt und gilt trotz ihres nicht sonderlich umfangreichen Schaffens als Pionierin und eine der bedeutenden Sängerinnen des Lovers Rock.

## Leben
Louisa Mark wurde als zweite Tochter einer Einwandererfamilie aus Grenada geboren, die sich in Ladbroke Grove, im Westen Londons niedergelassen hatte. Ihr Vater arbeitete im Baugewerbe, ihre Mutter war als Fabrikarbeiterin, später als Altenpflegehelferin tätig. Mark besuchte noch die Secondary School, als sie ihre ersten Schritte in der Musikszene unternahm. Im Jahr 1973 war sie Gastsängerin bei Dennis Bovells Soundsystem Jah Sufferer, danach im Metro Club in Westbourne Park. Die junge Sängerin beeindruckte das Publikum mit einer für ihr Alter überraschend starken und markanten Singstimme. 1974 lud Lloyd Coxsone, der ebenfalls Betreiber eines Soundsystems und Musikproduzent war, Mark ein, bei Star Search aufzutreten, einem wöchentlich im Club Four Aces in Dalston stattfindenden Talentwettbewerb. Sie gewann dort zehn Wochen in Folge den ersten Platz.
Im November 1974 brachte Coxsone Mark in die Gooseberry Studios, um mit ihr und Bovells Band Matumbi eine Reggae-Adaption des R&B-Songs Caught You in a Lie von Robert Parker einzuspielen. Der Song kam auf Anhieb gut an, die Single verkaufte sich in den ersten 14 Tagen 10.000 Mal. Das von der damals 15-jährigen Mark gesungene Stück wird meist als der erste Song des Lovers Rock angesehen.
Kurz darauf folgte noch eine Reggaeversion des Beatles-Songs All My Loving, dann trennte sich Mark im Streit von Produzent Coxsone. In den folgenden anderthalb Jahren produzierte sie keine Platten, sondern schloss zunächst die Schule ab.
1977 ging Mark zu Trojan Records und arbeitete dort zusammen mit Produzent Clement Bushay und Songwriter und Arrangeur Joseph Charles. In dieser Zusammenarbeit entstand Keep It Like It Is. Mark verließ Trojan dann wieder, da sie unzufrieden mit der Vermarktung der Single durch das Label war, und arbeitete in der Folge mit dem neugegründeten Bushay Label. Die unter dem neuen Label herausgebrachte Reggae-Coverversion von Michael Jacksons Even Though You're Gone und Six Sixth Street, ein von Charles geschriebener Song, wurden Hits und ließen 1978 zu einem sehr erfolgreichen Jahr für Marks werden. Im selben Jahr wurde sie bei den britischen Reggae Awards als Artist of the Year ausgezeichnet. 1979 kam mit People in Love noch eine weitere Single heraus, dann zog sich Mark wieder für einige Zeit aus dem Musikgeschäft zurück.
Erst Anfang der 1980er arbeitete sie wieder mit Bushay und Charles. Im Jahr 1981 kam mit Breakout Marks erstes Album heraus, auf dem neben Neuem auch einige ihrer bereits erfolgreichen Songs zu hören waren. Sie war jedoch von der Gestaltung enttäuscht und fand, es sei zu früh und unfertig veröffentlicht worden. Sie blieb seitdem stets wachsam gegenüber der Musikindustrie und nahm nur noch sporadisch neue Songs auf, von denen jedoch keiner mehr an ihre großen Erfolge heranreichen konnte.
Mitte der 2000er Jahre zog Mark nach Gambia um, wo sie sich wohltätigen Projekten widmete. Dort verstarb sie am 17. Oktober 2009.

## Diskographie (Auswahl)
Alben:
- Breakout (1981)

Singles:
- Caught You in a Lie (1975)
- Keep It Like It Is (1977)
- Even Though You're Gone (1978)
- Six Sixth Street (1978)